# إيديث إليس كاوبر
كانت إيديث إليس كادوجان كاوبر (21 يوليو 1859 - 18 نوفمبر 1933) كاتبة خصبة المخّيلة، ومشهورة بكتابة قصص مغامرات للفتيات. تزوجت البحّار وزميل الكتابة فرانك كاوبر وأنجبت منه ثمانية أطفال قبل أن ينهار زواجهما.

## حياتها المُبكرة
ولدت إديث إليس كادوجان كاوبر بتاريخ 21 يوليو 1859 في ستيفنيدج، هارتفوردشير، إنجلترا. كان والداها القس إدوارد كادوجان (1833-16 أبريل 1890)، وأليس سميث (25 يناير 1833-24 مارس 1913) ابنة سمسار الأوراق المالية. كانت كاوبر ثاني أكبر أبناء الزوجين العشرة. في عام 1861، أصبح والد كاوبر رئيسًا لأبرشية والتون في واريكشاير، ولكنه انتقل في عام 1873 لتولي رئاسة أبرشية ويكهام. حيث بقي هناك حتى وفاته عام 1890.
تزوّجت كاوبر فرانك كوبر (14 يناير 1849 - 28 مايو 1930)، في كنيسة والدها في ويكين، نورثهامبتونشاير، إنجلترا في 28 ديسيمبر1877. كانت كاوبر حينها في السابعة عشرة من العمر، وكان زوجها أكبر منها بعشر سنوات. كان فرانك كوبر بحّارًا مشهورًا بالإبحار المنفرد، وكان أيضًا كاتبًا للروايات ولكتب الإبحار. أنجب الزوجان ثمانية أطفال، أربعة أولاد وأربع بنات: فرانك كادوجان كاوبر، وإديث أليس ماجدالين كاوبر، وإيرنست ليونيل كادوجان كاوبر، وجيرالد أودري كادوجان كوبر، وجلاديس بلانش كاثرين كاوبر، وجوينليان سيبيل ماري كاوبر، وهنري إيفلين كادوجان كاوبر، ونستا إيفلين دوروثيا كاوبر. سُجِّل الأبناء الخمسة الأوائل تحت لقب كُوبر، وغُيرت أسمائهم فيما بعد إلى كاوبر عندما غير والدهم اسمه. بينما سُجّل أصغر ثلاثة أبناء، الذين ولدوا بعد تغيير الاسم في عام 1885، بلقب كاوبر.
تشير بعض المصادر إلى إنجاب كاوبر لعشرة أطفال، توفي اثنان منهم في سنوات الرضاعة، وهما لويس وإدوارد، بالإضافة إلى هنري. ومع ذلك، لا يوجد سجل لمثل هذه الولادات في فهرس المواليد في مكتب السجلات الحكومية، فضلًا عن أن رواية كاوبر في تعداد عام 1911 بأن عدد الأطفال الذين أنجبتهم ثمانية، بقي ستة منهم فقط على قيد الحياة، تؤكد عدم وجود أي ولادات أخرى.
عاش الزوجان أولًا في هوردل بمقاطعة هامبشاير، حيث أدارا مدرسة تحضيرية صغيرة. في وقت لاحق، بنى الزوجان معًا قاعة ليزلي في ووتون في جزيرة وايت، التي استُخدمت أيضًا مدرسة. يُظهر تعداد عام 1891 أن كاوبر عاشت في ليزلي كورت مع ستة من أطفالها، أما الابن جيرالد، الذي كان بعمر العاشرة حينها، فقد كان غائبًا لسبب ما. ويظهر التعداد أن المنزل لم يعد يستخدم للتدريس.
لم يكن زواج كاوبر سعيدًا. إذ يُشير ملخّص رسائل فرانك كادوجان كُاوبر إلى والدته في مجموعات الأكاديمية الملكية للفنون، إلى أن كاوبر طلّقته على أساس العنف والخيانة، ولكن سيمز وكلير يقولان أن الزوجان قد لا يكونا قد تطلقا بالأساس مع أن زواجهما كان منهارًا. في تعداد عام 1911، كانت كوبر لا تزال تصف نفسها بأنها متزوجة.
بحلول عام 1901، كانت كوبر تعيش في أكتون في لندن مع بناتها الأربع اللاتي تتراوح أعمارهن بين 12 و21 عامًا، وكانت تمتهن الكتابة الاحترافية. وفقًا لتعداد عام 1911 كانت كاوبر تعيش مع ابنتها نيستا في الشقة رقم 7، فيرلاون كورت، أكتون لين، تشيسوك، لندن. وكانت بناتها الثلاث الأخريات قد تزوجن بالفعل، وتزوجت نيستا بعدهن في عام 1914.
كانت كاوبر تعيش في ميلفورد أون سي، هامبشاير، عندما توفيت بتاريخ 18 نوفمبر 1933. بلغت قيمة ممتلكاتها 977 جنيهًا إسترلينيًا و6 شلن و7 بنسات.